# Дурранийская империя
Дурранийская империя (пушту د درانیانو ټولواکمني‎), также Афганская империя (пушту  د افغانان ټولواکمني‎) — историческое пуштунское государство, включавшее в себя территорию современных Афганистана, Пакистана, северо-восточную часть Ирана и северо-западную часть Индии, включая Кашмир. Была основана в Кандагаре в 1747 году полководцем Ахмад-шахом Дуррани. При его преемниках держава распалась на ряд самостоятельных княжеств — Пешаварское, Кабульское, Кандагарское и Гератское. Современный Афганистан претендует на историческую преемственность от Дурранийской империи.

## Характеристика

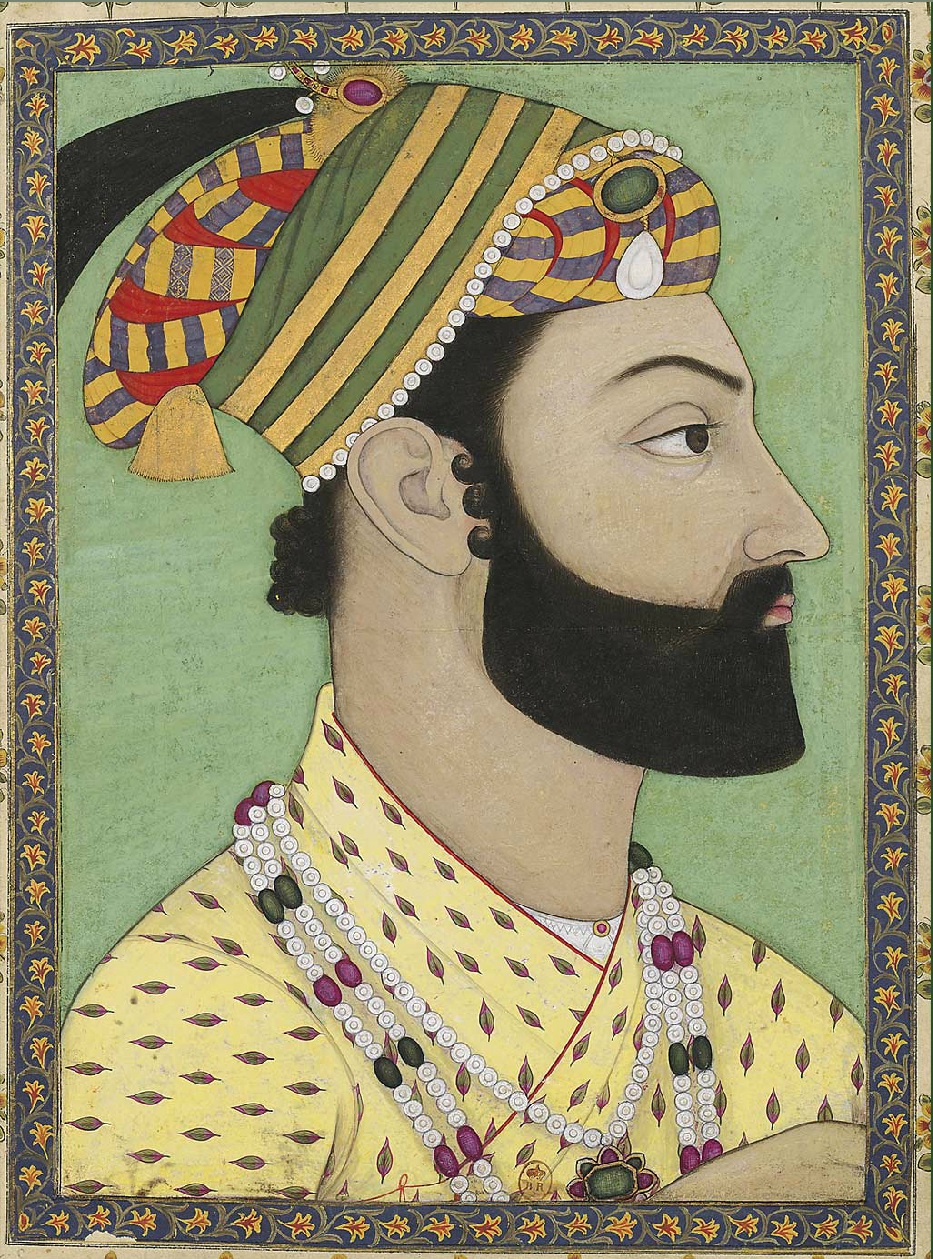
Ахмад-шах Дуррани, правитель Дурранийской империи

При дворе Дуррани говорили на пушту, фарси и тюркском. Организация и церемониал двора шахов Дуррани в общем следовали тем образцам, которые Ахмад-шах и его приближённые наблюдали при дворе Надир-шаха Афшара.
Среди придворных Дуррани, особенно среднего и низшего ранга, было немало выходцев из Индии и кызылбашей. Иногда кызылбаши достигали высоких постов. Так, некий мир Абдул Хасан-хан, начав свою службу простым солдатом, затем стал «сундукдар-баши», позднее «куллерагаси» и, наконец, при шахе Шудже был назначен правителем Пешавара. На службу при дворе афганских шахов шли даже знатные индийские и иранские феодалы. Среди придворных Ахмад-шаха были, например, родственники наваба Ауда и Надир-шаха Афшара.

## История
Правление Надир-шаха закончилось в июне 1747 года, когда он был убит. Убийство, вероятно, было запланировано его племянником Али Коли, хотя нет никаких фактических доказательств в поддержку этой теории. Тем не менее, когда командиры афганцев встретились позднее в том же году вблизи Кандагара на Лойя джирге (совете), чтобы выбрать правителя для нового единого государства, был выбран Ахмад Шах. Несмотря на то, что он был моложе, чем другие кандидаты, в его пользу было несколько главных факторов:
- Он являлся прямым потомком Асадуллы Хана, патриарха в клане Садозай — наиболее известного среди племени пуштунов в то время
- Он был, несомненно, самый харизматический лидер и опытный воин, имевший в своём распоряжении подготовленные, мобильные силы в несколько тысяч кавалеристов
- Не менее важно, что он вносил значительную часть в казну Надир-шаха

Ахмад Шах стал правителем и принял звание «Дуррани» («Жемчужина жемчужин»). Название, возможно, было предложено, как это утверждают некоторые, самим Ахмад Шахом. Пуштуны были известны впоследствии как Дуррани, и по их имени название нового государства стало Дурранийская держава.
Ахмад Шах начал своё правление с захвата Газни совместно с племенем гильзаев, а затем Кабула. В 1749 году Могольские власти были вынуждены уступить Синд, Пенджаб и важную переправу по реке Инд, чтобы защитить себя от афганского вторжения. Таким образом, афганцы получили существенную территорию к востоку без боя, Ахмад Шах на западе завладел Гератом, в котором правил внук Надир Шаха Шах Рух. Герат пал после почти годовой осады и кровавой битвы, равно как и Мешхед (на сегодняшний день находящийся в Иране).
Ахмад затем направил армию подавить в районы к северу от гор Гиндукуш. В короткие сроки, с мощной армией под его контроль попали туркменские, узбекские, таджикские и хазарейские племена Северного Афганистана. Ахмад вторгся в империю Великих Моголов в третий раз, а затем в четвёртый, укрепил контроль над Пенджабом и Кашмиром. Тогда, в начале 1757 года, он захватил Дели, но разрешил Могольской династии сохранить номинальный контроль над городом до тех пор, пока правитель признает сюзеренитет Ахмад шаха над Пенджабом, Синдом и Кашмиром. Оставляя своего второго сына Тимура Шаха для защиты своих интересов, Ахмад Шах покинул Индию, чтобы вернуться в Афганистан.

## Армия
Ударной силой войска Ахмад-шаха была конная гвардия, известная под названием гулямов. К концу царствования этого шаха число гвардейцев достигло 10 000. Они разделялись на 10 конных полков по 1000 человек в каждом. Такие полки носили название дасте (отряд). Гвардейцы снабжались оружием и лошадьми за счёт самого шаха, получали из казны жалованье деньгами. Они носили кольчуги и составляли тяжёлую конницу афганского войска. Основным холодным оружием воинов дастха-и-гуляман были копья. Но главным оружием воина-гвардейца были мушкет и пистолет. Каждый конный гвардейский полк имел свой флажок отличительного цвета. Командиры носили красные чалмы, а солдаты - жёлтые. Тактика этого рода войск, как впрочем, и многое другое в афганской военной организации, было заимствовано у Надир-шаха. Дастха-и-гуляман поэскадронно в конном строю сближались с противником, давали залп и затем отходили. Таким образом, конная афганская гвардия эскадрон за эскадроном вела почти непрерывно залповый огонь по частям неприятельского войска, обрушивая его на наиболее слабое место в боевом порядке противника. По своему национальному составу гвардейцы, как правило, вербовались не из членов афганских племён, а из кызылбашей, таджиков, а впоследствии, при Тимур-шахе, из хазарейцев и чар-аймаков. Рядовым гулямам выплачивалось ежемесячное денежное жалование из казны, а командиры их либо получали денежное содержание, либо вместо жалования им предоставлялись джагиры. Составленная не из афганцев, находившаяся в полном подчинении шаха, относительно дисциплинированная гвардия являлась противовесом ополчениям афганских ханов и служила непосредственной военной опорой Ахмад-шаха. Вместе с тем его гвардия, как уже указывалось выше, являлась основной ударной силой всех афганских войск. Обычно её держали в резерве с тем, чтобы в решающую минуту обрушить её на врага и таким образом, обеспечить перевес над противником и его разгром. По отношению к общему числу афганских войск гвардейцы, как правило, составляли всего около 10 %.

Побывавший в Дели в 1758 году французский очевидец Жан Ло в своих воспоминаниях об империи Великих Моголов оставил следующее описание гвардии Ахмад-шаха :
«В войсках абдали, — писал он, — нет ничего похожего на беспорядок в индийских армиях. Всё здесь реально на месте: и люди, и лошади, и вооружение. Войска афганского шаха подразделяются на сильные эскадроны по тысяче всадников в каждом. Каждый эскадрон имеет отличительный цвет флажков на копьях и находится под начальством командиров, которые обязаны дважды в день лично докладывать абдали. Начальник эскадрона имеет младших командиров за поведение которых он отвечает. В течение каждого месяца производится жесткая инспекция войск и — что заслуживает особого внимания — их наказывают, во всяком случае, не менее часто, чем вознаграждают. Хотя войска абдали, вообще говоря, хороши, среди них имеются отдельные подразделения, которые далеко превосходят остальные. Они составляются из людей проверенного мужества и воинской доблести. Во время своих военных походов этот государь обязательно держит при себе 12 или 15 таких эскадронов. Это его резервный корпус, предназначенный для решающего удара, силу которого неоднократно приходилось испытывать маратхам».
Войско Дурранийской империи во время правления Тимур-шаха состояло из 20 000 человек. Основным ядром его гвардии был отряд из 12 000 конных кызылбашей под командой сардара Мухаммед-хана Баята.